# Nestor Ngoy
Nestor Ngoy Katahwa (ur. 24 marca 1943 w Nonge) – kongijski duchowny rzymskokatolicki, w latach 2000–2022 biskup Kolwezi.